# Второй кабинет Матеуша Моравецкого
Второй кабинет Матеуша Моравецкого (пол. Drugi rząd Mateusza Morawieckiego) — правительство Польши под руководством премьер-министра Матеуша Моравецкого («Право и справедливость»), назначенное президентом Польши Анджеем Дудой 15 ноября 2019 года по итогам парламентских выборов 13 октября 2019 года, на котором коалиция «Объединённые правые» получила 235 из 460 мандатов в Сейме Республики Польша. 19 ноября Сейм Республики Польша 237 голосами утвердил правительство. В коалицию «Объединённые правые» входят «Право и справедливость», «Суверенная Польша», Республиканская партия, парламентская фракция «Польские дела» и ряд независимых депутатов Сейма.
В сентябре 2020 года Сейм принял закон «О защите животных», поддержанный правительством. Против него проголосовали некоторые депутаты правящей коалиции, что привело к кризису и кадровым перестановкам в правительстве.
В 2021 году к коалиции присоединилась Республиканская партия. Поддержку в Сейме в 2021—2022 годах обеспечивало движение «Кукиз’15».
11 августа 2021 года в Сейм принял законопроект о поправках к «Закону о радио и телевидении», который действует с 29 декабря 1992 года. Принятию поправок активно оказывала противодействие партия «Согласие». 11 августа 2021 года президент Анджей Дуда по ходатайству Матеуша Моравецкого уволил вице-премьера, министра развития, труда и технологий Ярослава Говина («Согласие»). Партия «Согласие» вышла из коалиции и перешла в оппозицию. 17 декабря законопроект принят Сеймом 228 голосами. 27 декабря президент Анджей Дуда наложил вето.
В 2022 году в правительство вошла Агнешка Сцигай, представляющая фракцию «Польские дела», что обеспечило правительству поддержку большинства.

## Состав
| Должность | Имя                        | Имя                         | Начало полномочий | Конец полномочий | Партия                   |
| --- | -------------------------- | --------------------------- | ----------------- | ---------------- | ------------------------ |
| Председатель Совета министров |                            | Матеуш Моравецкий           | 11 декабря 2017   | 27 ноября 2023   | «Право и справедливость» |
| Заместитель председателя Совета министров |                            | Пётр Глиньский              | 16 ноября 2015    | 20 июня 2023     | «Право и справедливость» |
| Заместитель председателя Совета министров |                            | Ярослав Говин               | 16 ноября 2015    | 8 апреля 2020    | «Согласие»               |
| Заместитель председателя Совета министров | 6 октября 2020             | Ярослав Говин               | 11 августа 2021   |                  | «Согласие»               |
| Заместитель председателя Совета министров |                            | Яцек Сасин                  | 4 июня 2019       | 20 июня 2023     | «Право и справедливость» |
| Заместитель председателя Совета министров |                            | Ядвига Эмилевич             | 9 апреля 2020     | 6 октября 2020   | «Согласие»               |
| Заместитель председателя Совета министров |                            | Хенрик Ковальчик            | 26 октября 2021   | 20 июня 2023     | «Право и справедливость» |
| Заместитель председателя Совета министров | Мариуш Блащак              | 22 июня 2022                | 20 июня 2023      |                  | «Право и справедливость» |
| Заместитель председателя Совета министров | Ярослав Качиньский         | 6 октября 2020              | 19 июня 2022      |                  | «Право и справедливость» |
| Заместитель председателя Совета министров | Ярослав Качиньский         | 21 июня 2023                | 27 ноября 2023    |                  | «Право и справедливость» |
| Министр инфраструктуры |                            | Анджей Адамчик              | 16 ноября 2015    | 27 ноября 2023   | «Право и справедливость» |
| Министр национальной обороны |                            | Мариуш Блащак               | 9 января 2018     | 27 ноября 2023   | «Право и справедливость» |
| Министр культуры и национального наследия |                            | Пётр Глиньский              | 16 ноября 2015    | 6 октября 2020   | «Право и справедливость» |
| Председатель Комитета общественных благ | 8 ноября 2017              | Пётр Глиньский              | 27 ноября 2023    |                  | «Право и справедливость» |
| Министр культуры, национального наследия и спорта | 6 октября 2020             | Пётр Глиньский              | 26 октября 2021   |                  | «Право и справедливость» |
| Министр культуры и национального наследия | 26 октября 2021            | Пётр Глиньский              | 27 ноября 2023    |                  | «Право и справедливость» |
| Министр спорта |                            | Матеуш Моравецкий           | 15 ноября 2019    | 5 декабря 2019   | «Право и справедливость» |
| Министр спорта |                            | Данута Дмовская-Анджеюк     | 5 декабря 2019    | 6 октября 2020   | беспартийная             |
| Министр спорта и туризма |                            | Камиль Бортничук            | 26 октября 2021   | 27 ноября 2023   | Республиканская партия   |
| Министр развития |                            | Ядвига Эмилевич             | 15 ноября 2019    | 6 октября 2020   | «Согласие»               |
| Министр развития, труда и технологий |                            | Ярослав Говин               | 7 октября 2020    | 12 августа 2021  | «Согласие»               |
| Министр развития и технологий |                            | Матеуш Моравецкий           | 12 августа 2021   | 26 октября 2021  | «Право и справедливость» |
| Министр развития и технологий |                            | Пётр Новак                  | 26 октября 2021   | 7 апреля 2022    | беспартийный             |
| Министр развития и технологий |                            | Вальдемар Буда              | 7 апреля 2022     | 27 ноября 2023   | «Право и справедливость» |
| Министр цифровизации |                            | Марек Загурский             | 17 апреля 2018    | 6 октября 2020   | «Право и справедливость» |
| Министр цифровизации | Матеуш Моравецкий          | 6 октября 2020              | 6 апреля 2023     |                  | «Право и справедливость» |
| Министр цифровизации | Януш Цешиньский            | 6 апреля 2023               | 27 ноября 2023    |                  | «Право и справедливость» |
| Министр науки и высшего образования |                            | Ярослав Говин               | 16 ноября 2015    | 8 апреля 2020    | «Согласие»               |
| Министр науки и высшего образования | Войцех Мурдзек             | 16 апреля 2020              | 19 октября 2020   |                  | «Согласие»               |
| Министр национального образования |                            | Дариуш Пионтковский         | 4 июня 2019       | 19 октября 2020  | «Право и справедливость» |
| Министр образования и науки |                            | Пшемыслав Чарнек            | 19 октября 2020   | 27 ноября 2023   | «Право и справедливость» |
| Министр внутренних дел и администрации |                            | Мариуш Каминьский           | 14 августа 2019   | 27 ноября 2023   | «Право и справедливость» |
| Министр без портфеля, выполняющий обязанности главы канцелярии премьер-министра                                                                                   |                            | Марек Кухцинский            | 12 октября 2022   | 27 ноября 2023   | «Право и справедливость» |
| Министр семьи, труда и социальной политики |                            | Марлена Малонг              | 15 ноября 2019    | 6 октября 2020   | «Право и справедливость» |
| Министр семьи и социальной политики | 6 октября 2020             | Марлена Малонг              | 27 ноября 2023    |                  | «Право и справедливость» |
| Министр окружающей среды |                            | Михал Вось                  | 15 ноября 2019    | 6 октября 2020   | «Суверенная Польша»      |
| Министр климата |                            | Михал Куртыка               | 15 ноября 2019    | 6 октября 2020   | беспартийный             |
| Министр климата и окружающей среды | 6 октября 2020             | Михал Куртыка               | 26 октября 2021   |                  | беспартийный             |
| Министр климата и окружающей среды | Анна Москва                | 26 октября 2021             | 27 ноября 2023    | беспартийная     |                          |
| Министр фондов и региональной политики |                            | Малгожата Яросиньска-Едынак | 15 ноября 2019    | 6 октября 2020   | беспартийная             |
| Министр фондов и региональной политики |                            | Гжегож Пуда                 | 26 октября 2021   | 27 ноября 2023   | «Право и справедливость» |
| Министр финансов, фондов и региональной политики |                            | Тадеуш Косьцинский          | 6 октября 2020    | 26 октября 2021  | беспартийный             |
| Министр финансов | 15 ноября 2019             | Тадеуш Косьцинский          | 6 октября 2020    |                  | беспартийный             |
| Министр финансов | 26 октября 2021            | Тадеуш Косьцинский          | 9 февраля 2022    |                  | беспартийный             |
| Министр финансов |                            | Матеуш Моравецкий           | 9 февраля 2022    | 26 апреля 2022   | «Право и справедливость» |
| Министр финансов |                            | Магдалена Жечковская        | 26 апреля 2022    | 27 ноября 2023   | беспартийная             |
| Министр иностранных дел |                            | Яцек Чапутович              | 9 января 2018     | 26 августа 2020  | беспартийный             |
| Министр иностранных дел |                            | Збигнев Рау                 | 26 августа 2020   | 27 ноября 2023   | «Право и справедливость» |
| Министр государственных активов |                            | Яцек Сасин                  | 15 ноября 2019    | 27 ноября 2023   | «Право и справедливость» |
| Министр здравоохранения |                            | Лукаш Шумовский             | 9 января 2018     | 20 августа 2020  | беспартийный             |
| Министр здравоохранения | Адам Недзельский           | 26 августа 2020             | 10 августа 2023   |                  | беспартийный             |
| Министр здравоохранения |                            | Катажина Суйка              | 10 августа 2023   | 27 ноября 2023   | «Право и справедливость» |
| Министр сельского хозяйства и развития села |                            | Ян Кшиштоф Ардановский      | 20 июня 2018      | 6 октября 2020   | «Право и справедливость» |
| Министр сельского хозяйства и развития села | Гжегож Пуда                | 6 октября 2020              | 26 октября 2021   |                  | «Право и справедливость» |
| Министр сельского хозяйства и развития села | Хенрик Ковальчик           | 26 октября 2021             | 6 апреля 2023     |                  | «Право и справедливость» |
| Министр сельского хозяйства и развития села | Роберт Телус               | 6 апреля 2023               | 27 ноября 2023    |                  | «Право и справедливость» |
| Министр юстиции и Генеральный прокурор |                            | Збигнев Зёбро               | 16 ноября 2015    | 27 ноября 2023   | «Суверенная Польша»      |
| Министр без портфеля |                            | Михал Дворчик               | 4 июня 2019       | 27 ноября 2023   | «Право и справедливость» |
| Министр без портфеля, секретарь Комитета Совета министров по делам национальной безопасности и обороны                                                            |                            | Збигнев Хоффман             | 22 июня 2022      | 27 ноября 2023   | «Право и справедливость» |
| Министр без портфеля |                            | Хенрик Ковальчик            | 21 июня 2023      | 27 ноября 2023   | «Право и справедливость» |
| Министр без портфеля, председатель Постоянной комиссии Совета Министров, секретарь Совета Министров, председатель Группы по программированию работы правительства |                            | Лукаш Шрайбер               | 15 ноября 2019    | 27 ноября 2023   | «Право и справедливость» |
| Министр без портфеля |                            | Агнешка Сцигай              | 22 июня 2022      | 27 ноября 2023   | «Польские дела»          |
| Министр без портфеля по делам Европейского союза |                            | Конрад Шиманский            | 15 ноября 2019    | 4 марта 2020     | «Право и справедливость» |
| Министр по делам Европейского союза | 5 марта 2020               | Конрад Шиманский            | 12 октября 2022   |                  | «Право и справедливость» |
| Министр по делам Европейского союза | Шимон Шинковский вель Сенк | 13 октября 2022             | 27 ноября 2023    |                  | «Право и справедливость» |
| Министр без портфеля |                            | Влодзимеж Томашевский       | 17 июня 2022      | 27 ноября 2023   | Республиканская партия   |
| Министр без портфеля |                            | Михал Вуйцик                | 6 октября 2020    | 27 ноября 2023   | «Суверенная Польша»      |